# Tenerife Challenger 1993
Il Tenerife Challenger 1993 è stato un torneo di tennis facente parte della categoria ATP Challenger Series nell'ambito dell'ATP Challenger Series 1993. Il montepremi del torneo era di $25 000+H, si è svolto nella settimana tra il 18 gennaio e il 24 gennaio 1993 su campi in cemento a Tenerife in Spagna.

## Vincitori

### Singolare
José Francisco Altur ha sconfitto in finale  Jean-Philippe Fleurian con il punteggio di 7–6, 6–4.

### Doppio
Ģirts Dzelde /  Andrej Merinov hanno sconfitto in finale  Jonas Björkman /  Michael Mortensen con il punteggio di 6–3, 6–4.